# Los padrinos mágicos: más mágicos que nunca
Los padrinos mágicos: más mágicos que nunca (The Fairly OddParents: Fairly Odder en inglés) es una serie de televisión por internet de comedia que combina imagen real y animación, basada en Los padrinos mágicos de Nickelodeon. La serie se estrenó en Paramount+ el 31 de marzo de 2022, y finalizó el 26 de enero de 2023 debido a la baja audiencia y a la poca aceptación que tuvo la serie.

## Argumento
Retomando años después de la serie original, la nueva serie sigue a la prima de Timmy Turner, Vivian «Viv» Turner, y su nuevo hermanastro, Roy Raskin, mientras navegan por la vida en Dimmsdale con la ayuda de sus padrinos mágicos, Cosmo y Wanda, quienes son un regalo de Timmy quién ahora asiste a la universidad.

## Reparto

### Reparto en vivo
- Audrey Grace Marshall como Vivian «Viv» Turner[2]
- Imogen Cohen como Zina Zacarías[2]
- Laura Bell Bundy como Rachel Raskin[2]
- Ryan-James Hatanaka como Ty Turner[2]
- Tyler Wladis como Roy Raskin[2]

### Reparto de voz
- Daran Norris como Cosmo y Jorgen Von Strangle: Norris repite sus papeles de las series y películas animadas originales.[3]
- Susanne Blakeslee como Wanda: Blakeslee repite su papel de la serie animada y las películas originales.[3]

### Estrellas invitadas
- Garrett Clayton como Dustan Lumberlake
- Mary Kate Wiles como Vicky
- Carlos Alazraqui como Denzel Crocker: Alazraqui repite su papel de la serie animada original de acción en vivo y animación.[4]
- Caleb Pierce como Timmy Turner

## Episodios
| N.º | Título                                                                     | Fecha de estreno original                                             | Fecha de estreno Latinoamérica                                        | Cod. Prod. | Audiencia (millones) |
| --- | -------------------------------------------------------------------------- | --------------------------------------------------------------------- | --------------------------------------------------------------------- | ---------- | -------------------- |
| 1   | «Pastel, baile y pantalones de oro puro» «Cake, Dance, & Solid Gold Pants» | 31 de marzo de 2022 (Paramount+)21 de abril de 2022 (Nickelodeon)     | 31 de marzo de 2022 (Paramount+)17 de octubre de 2022 (Nickelodeon)   | 101        | 0.20                 |
| 2   | «La frase prohibida» «The Forbidden Phrase»                                | 31 de marzo de 2022 (Paramount+)3 de noviembre de 2022 (Nickelodeon)  | 31 de marzo de 2022 (Paramount+)19 de octubre de 2022 (Nickelodeon)   | 103        | 0.15                 |
| 3   | «Rey Roydas» «King Roydas»                                                 | 31 de marzo de 2022 (Paramount+)17 de noviembre de 2022 (Nickelodeon) | 31 de marzo de 2022 (Paramount+)21 de octubre de 2022 (Nickelodeon)   | 105        | 0.13                 |
| 4   | «La mejor amiga de Vicky» «Vicky's Best Friend»                            | 31 de marzo de 2022 (Paramount+)10 de noviembre de 2022 (Nickelodeon) | 31 de marzo de 2022 (Paramount+)20 de octubre de 2022 (Nickelodeon)   | 104        | 0.15                 |
| 5   | «Trampas y galletas» «Cheater Cheater Cookie Eater»                        | 31 de marzo de 2022 (Paramount+)24 de noviembre de 2022 (Nickelodeon) | 31 de marzo de 2022 (Paramount+)24 de octubre de 2022 (Nickelodeon)   | 106        | 0.16                 |
| 6   | «La persona más popular» «The Most Popular Person»                         | 31 de marzo de 2022 (Paramount+)10 de octubre de 2022 (Nickelodeon)   | 31 de marzo de 2022 (Paramount+)18 de octubre de 2022 (Nickelodeon)   | 102        | 0.14                 |
| 7   | «Programas de TV» «The Show Off»                                           | 31 de marzo de 2022 (Paramount+)8 de diciembre de 2022 (Nickelodeon)  | 31 de marzo de 2022 (Paramount+)26 de octubre de 2022 (Nickelodeon)   | 108        | 0.16                 |
| 8   | «Volver al escúter» «Back to the Scooter»                                  | 31 de marzo de 2022 (Paramount+)5 de enero de 2023 (Nickelodeon)      | 31 de marzo de 2022 (Paramount+)27 de octubre de 2022 (Nickelodeon)   | 109        | 0.13                 |
| 9   | «Gomzilla» «Codzillard!»                                                   | 31 de marzo de 2022 (Paramount+)12 de enero de 2023 (Nickelodeon)     | 31 de marzo de 2022 (Paramount+)28 de octubre de 2022 (Nickelodeon)   | 110        | 0.13                 |
| 10  | «Roynocho» «Roynocchio»                                                    | 31 de marzo de 2022 (Paramount+)19 de enero de 2023 (Nickelodeon)     | 31 de marzo de 2022 (Paramount+)4 de noviembre de 2022 (Nickelodeon)  | 111        | 0.17                 |
| 11  | «La aplicación de deseos» «Da Wish App»                                    | 31 de marzo de 2022 (Paramount+)1 de diciembre de 2022 (Nickelodeon)  | 31 de marzo de 2022 (Paramount+)25 de octubre de 2022 (Nickelodeon)   | 107        | 0.12                 |
| 12  | «¡Hadas atrapadas! - Parte 1» «Fairies Away! Part 1»                       | 31 de marzo de 2022 (Paramount+)26 de enero de 2023 (Nickelodeon)     | 31 de marzo de 2022 (Paramount+)11 de noviembre de 2022 (Nickelodeon) | 112        | 0.16                 |
| 13  | «¡Hadas atrapadas! - Parte 2» «Fairies Away! Part 2»                       | 31 de marzo de 2022 (Paramount+)26 de enero de 2023 (Nickelodeon)     | 31 de marzo de 2022 (Paramount+)11 de noviembre de 2022 (Nickelodeon) | 113        | 0.16                 |

## Producción
La serie se anunció en febrero de 2021, con Butch Hartman y Fred Seibert regresando como productores, y Christopher J. Nowak como productor ejecutivo y showrunner. La serie comenzó a producirse en julio de 2021. La animación fue subcontratada a Boxel Studio, con sede en Tijuana. Los 13 episodios se lanzaron en Paramount+ el 31 de marzo de 2022.